# Bredträsket (Örträsks socken, Lappland)
Bredträsket är en sjö i Lycksele kommun i Lappland och ingår i Öreälvens huvudavrinningsområde. Sjön har en area på 0,2 kvadratkilometer och ligger 239,9 meter över havet. Sjön avvattnas av vattendraget Bredträskbäcken.

## Delavrinningsområde
Bredträsket ingår i det delavrinningsområde (713111-164752) som SMHI kallar för Mynnar i Öreälven. Medelhöjden är 301 meter över havet och ytan är 66,3 kvadratkilometer. Det finns inga avrinningsområden uppströms utan avrinningsområdet är högsta punkten. Bredträskbäcken som avvattnar avrinningsområdet har biflödesordning 2, vilket innebär att vattnet flödar genom totalt 2 vattendrag innan det når havet efter 127 kilometer. Avrinningsområdet består mestadels av skog (76 procent) och sankmarker (14 procent). Avrinningsområdet har 0,31 kvadratkilometer vattenytor vilket ger det en sjöprocent på 0,5 procent.